# Llista de batles de Sencelles
La llista de batles de Sencelles és una llista que recull els noms dels alcaldes que han governat aquest municipi de la comarca mallorquina de Migjorn. Aquesta llista es remunta fins al segle XVIII i inclou els noms dels alcaldes que han exercit aquest càrrec fins a l'actualitat. Sencelles és un municipi amb una gran riquesa històrica i cultural, amb un patrimoni arquitectònic i natural que es remunta a l'època romana. A més de la seva riquesa històrica, Sencelles també és conegut per la seva producció agrícola, amb una gran varietat de cultius de fruits i hortalisses que es produeixen a la seva comarca.
| Núm. | Batle                                  | Inici del mandat | Fi del mandat |
| ---- | -------------------------------------- | ---------------- | ------------- |
| 1    | Antoni Cirer Ramis (1r mandat)         | 1900             | 1902          |
| 2    | Jaume Oliver Riutord                   | 1902             | 1903          |
| 3    | Pere Cirer Mulet                       | 1903             | 1903          |
| -    | Antoni Cirer Ramis (2n mandat)         | 1903             | 1908          |
| 4    | Macià Figuerola Quintana)              | 1908             | 1910          |
| 5    | Jaume Aloy Cirer                       | 1910             | 1911          |
| 6    | Sebastià Ramis Llabrés (1r mandat)     | 1911             | 1914          |
| 7    | Antoni Cirer Llabrés                   | 1914             | 1918          |
| 8    | Antoni Pons Fiol                       | 1918             | 1922          |
| -    | Sebastià Ramis Llabrés (2n mandat)     | 1922             | 1922          |
| 9    | Gaspar Oliver Bibiloni                 | 1922             | 1923          |
| 10   | Bartomeu Bennassar Llabrés             | 1923             | 1923          |
| 11   | Guillem Enseñat Moranta                | 1923             | 1924          |
| 12   | Martí Mayol Gelabert                   | 1924             | 1924          |
| 13   | Bartomeu Vich Oliver                   | 1924             | 1930          |
| 12   | Antoni Bibiloni Pons                   | 1930             | 1936          |
| 13   | Francesc Salas Cirer                   | 1936             | 1936          |
| 14   | Pere Llabrés Verd                      | 1936             | 1938          |
| 15   | Miquel Amengual Capellà                | 1938             | 1938          |
| 16   | Macià Oliver Bibiloni                  | 1938             | 1943          |
| 17   | Gabriel Fiol Ferragut                  | 1943             | 1948          |
| 18   | Joan Bennassar Oliver                  | 1948             | 1969          |
| 19   | Bartomeu Vallès Oliver                 | 1969             | 1975          |
| 20   | Macià Llabrés Ramis                    | 1975             | 1979          |
| 21   | Bartomeu Llabrés Vich                  | 1979             | 1983          |
| 22   | Joan Roig Cirer                        | 1983             | 1991          |
| 23   | Guillem Ferrer Ramis                   | 1991             | 1999          |
| 24   | Josep Aloy Pons                        | 1999             | 2003          |
| 25   | Antoni Ferrer Ramis                    | 2003             | 2007          |
| 26   | Joan Carles Verd Cirer (primer mandat) | 2007             | 2010          |
| 27   | Tomeu Morro Oliver (primer mandat)     | 2010             | 2011          |
| -    | Joan Carles Verd Cirer (segon mandat)  | 2011             | 2014          |
| -    | Tomeu Morro Oliver (segon mandat)      | 2014             | 2015          |
| -    | Joan Carles Verd Cirer (tercer mandat) | 2015             | En el càrrec  |